# Giuseppe Mazzini
Giuseppe Mazzini, född 22 juni 1805 i Genua, död 10 mars 1872 i Pisa, var en italiensk politiker och revolutionär.

## Biografi
Mazzini började redan som ung student vid universitetet i Genua, där han 1826 avlade juridisk examen, deltaga i de politiska och litterära rörelserna i Italien. Han var några år en ytterst verksam medlem bland "carbonari", men invecklades 1830 genom en annan sällskapsmedlems förräderi i en process och inspärrades på fästningen Savona. Han blev visserligen i brist på bevis frigiven efter ett halvt år av de piemontesiska myndigheterna, men endast på sådana för hans rörelsefrihet betungande villkor, att han föredrog att gå i landsflykt till Frankrike (1831).
I Marseille stiftade han kort därefter sällskapet La giovine Italia (Unga Italien), vars mål var utlänningarnas fördrivande och Italiens förvandling till en demokratisk republik. Det utbredde sig från Marseille till alla Italiens större städer och vann stor anslutning huvudsakligen bland den lägre befolkningen.
Mazzini nödgades 1832 lämna Marseille, bosatte sig då i Genève, men blev 1836 utvisad från Schweiz, sedan han i Sardinien på grund av delaktighet i ett upprorsförsök inom armén (1833) blivit dömd till döden i sin frånvaro.
Efter en tids kringirrande slog Mazzini sig (januari 1837) ned i London, där han 1840 uppsatte veckotidskriften L'apostolato popolare och varifrån han underhöll livlig korrespondens med de missnöjda i Italien. År 1847 uppmanade han Pius IX att ställa sig i spetsen för den nationella rörelsen, liksom han redan 1831 i ett berömt brev riktat samma uppmaning till kung Karl Albert av Sardinien.
Vid upprorets utbrott i Milano följande år begav han sig dit samt uppsatte där tidningen L'Italia del popolo och bildade klubben "Circolo nazionale". Emellertid råkade den ultraradikale agitatorn snart i strid med de mera moderata bland fosterlandsvännerna, som inte ville verka för republikens utropande. Han stred någon tid i en friskara under Giuseppe Garibaldi, men tvingades snart fly över på schweiziskt område, utsågs i början av 1849 till medlem av den kortlivade provisoriska regeringen i Toscana och blev i mars samma år vald till "triumvirat" i den i Rom proklamerade republiken tillsammans med Carlo Armellini och Aurelio Saffi. För republikens organisation och stadens försvar mot fransmännen utvecklade han energisk verksamhet. Efter Roms fall (i juli samma år) flydde han till Schweiz och därifrån till London, där han tillsammans med bland andra Lajos Kossuth och Alexandre Auguste Ledru-Rollin stiftade den europeiska revolutionskommittén (Comitato europeo), vars mål var ingenting mindre än upprättandet av en allmän europeisk republik. Oavlåtligt underblåste han de revolutionära rörelserna i Italien.
Åtskilliga illa planerade och misslyckade upprorsförsök (i Mantua, Milano, Genua, Livorno och Neapel) var frukter av hans verksamhet och ådrog honom 1857 en ny dödsdom. I det krigiska enhetsarbetet 1859 och 1860 hade han ingen nämnvärd del, fastän han kort förut i ett öppet brev till kung Viktor Emanuel II lovat denne republikanskt stöd i arbetet för Italiens enhet. Han valdes 1865 till deputerad för Messina i italienska parlamentet som en protest mot, att dödsdomen över honom ej upphävts; emellertid gjorde han inte bruk av detta mandat, och då han 1866 fick del av den samma år utfärdade allmänna amnestin, tillbakavisade han harmset detta "anbud om glömska och förlåtelse för att han älskat Italien över alla jordiska ting".

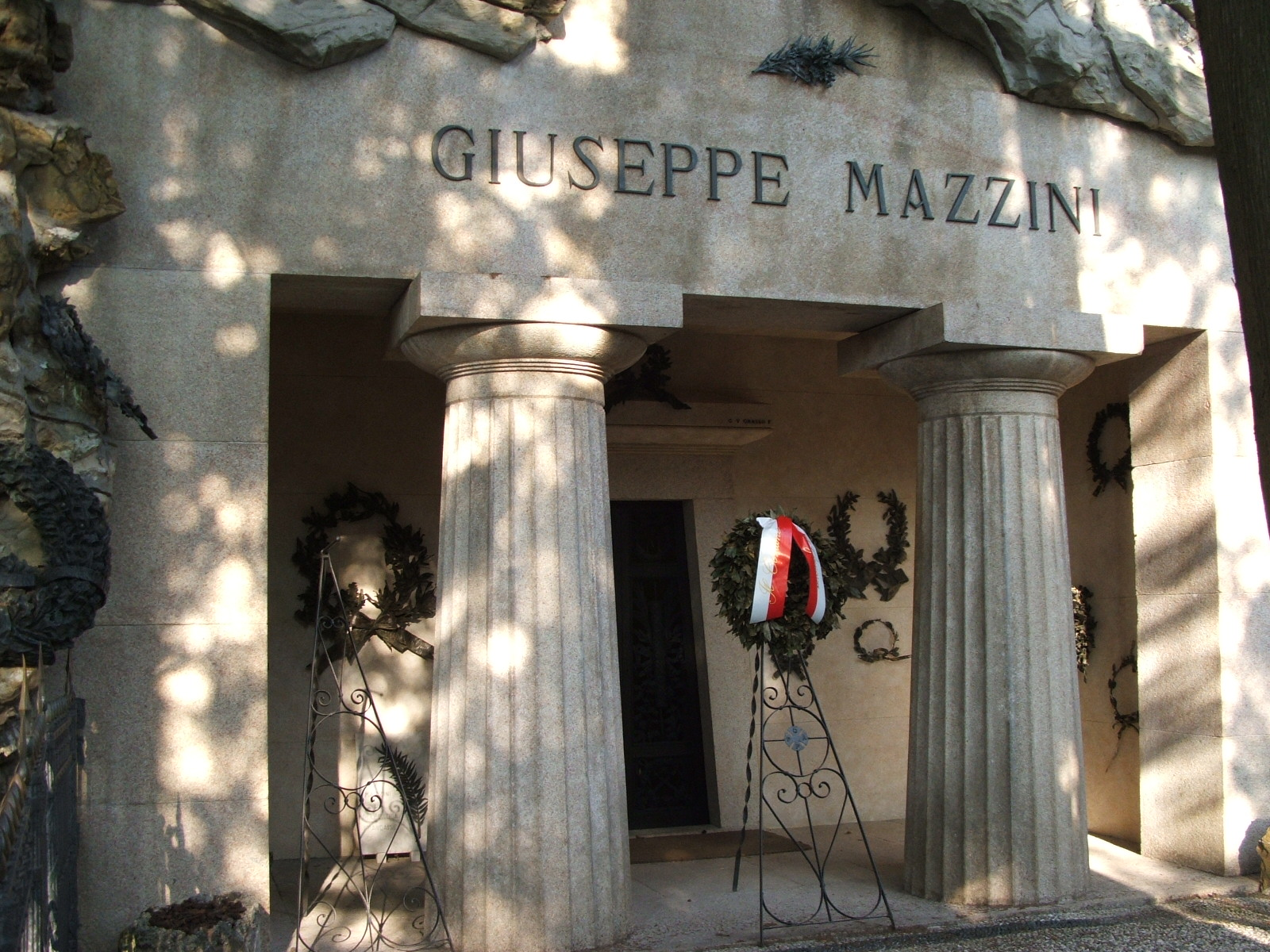
Mazzinis grav i Genua.

Utvisad från Schweiz 1869, återvände han över England till Italien 1870 för att sätta en ny hemlig agitation i gång. Han blev därför häktad, men frigavs efter ett par månader. Han tillbringade sina sista år i London och Schweiz, men återvände kort före sin död till hemlandet.
Mazzini firades efter döden som en nationalhjälte, begravdes på allmän bekostnad och har hedrats med monument i flera italienska städer, bland annat (1882) i sin födelsestad, Genua, där hans stoft vilar.